# 門羅鎮區 (北卡羅萊納州尤寧縣)
門羅鎮區（英語：Monroe Township）是位於美國北卡羅萊納州尤寧縣的一個鎮區。

## 地方資料
門羅鎮區的面積為256.92平方千米，皆為陸地。根據2020年美國人口普查的數據，當地共有人口55382人，而人口密度為每平方千米215.56人。